# Ignacio Fleta
Ignacio Fleta Pescador (* 31. Juli 1897 in Huesa del Común; † 11. August 1977 in Barcelona) war ein bedeutender spanischer Gitarrenbauer. Er war auch Hersteller von Saiteninstrumenten wie Geigen, Celli und Bratschen sowie von historischen Instrumenten.

## Leben
In eine Tischlerfamilie aus Aragonien hineingeboren, zog er im Alter von 13 Jahren mit seinen Brüdern Francisco Manuel und Bienvenido nach Barcelona, um das Handwerk des Instrumentenbaus zu erlernen. In der gemeinsamen Firma der Brüder baute er zunächst Streichinstrumente und historische Instrumente. Als er 1955 Andrés Segovia Bach auf der Gitarre spielen hörte, beschloss er, sich ausschließlich dem Bau dieses Instruments zu widmen.
Fleta gilt weithin als einer der bedeutendsten Hersteller klassischer Gitarren in der Geschichte des Instruments. Während Ignacio Fletas Goldenem Zeitalter, von den 1960er bis zu den 1970er Jahren, revolutionierte er die Zederndecke und galt als in diesem Bereich weltweit federführend. Fletas klassische Gitarren zeichnen sich unter anderem durch eine 9-Fächer-Beleistung anstatt einer 5 oder 7-Fächer-Beleistung aus.
Neben Andrés Segovia arbeitete er auch mit Gitarristen wie John Williams und Alirio Díaz zusammen.
Seine Arbeit wurde nach seinem Tod von seinen Söhnen Gabriel und Francisco Fleta und seinem Enkel Gabriel Fleta Jr. weitergeführt.